# Chronokrat
Chronokrat (altgriechisch χρόνος chronos „Zeit“ und κράτος kratos „Herrschaft, Gewalt, Macht“) ist heute die Bezeichnung für den altägyptischen Titel eines göttlichen Zeitverwalters. Jedem Tag des ägyptischen Kalenders wurde eine bestimmte Gottheit als Verwalter des Tages zugeordnet. Die Erwähnung von Chronokraten steht im Zusammenhang mit den akronychischen Aufgängen sowie nächtlichen Kulminationen der Dekansterne. Zusätzlich übernahmen die Chronokraten auch die Rolle als Schutzgottheiten für Verstorbene.